# Sacramento Gold
Sacramento Gold, anteriormente chamado de Sacramento Spirits, é um clube da cidade de Sacramento, Califórnia, Estados Unidos. Disputa a National Premier Soccer League.

## História

### Sacramento Gold (1976–1980)
O primeiro Sacramento Gold disputou a hoje extinta American Soccer League. Até 1977 o clube se chamava Sacramento Spirits, quando adotou o nome atual. O Gold chegou a ser campeão em 1979, poré foi extinto no ano seguinte, em 1980.

### Sacramento Gold (2009-Atual)
O Sacramento Gold atual é um clube fênix do antigo Sacramento Gold. Sua primeira temporada foi em 2010, quando se sagrou campeão da NPSL.

## Títulos
Campeão Invicto
| NACIONAIS      | NACIONAIS                      | NACIONAIS | NACIONAIS  |
|                | Competição                     | Títulos   | Temporadas |
| -------------- | ------------------------------ | --------- | ---------- |
| Estados Unidos | National Premier Soccer League | 1         | 2010       |
| Estados Unidos | American Soccer League         | 1         | 1979       |